# Episodi di Genesis (seconda stagione)
| nº | Titolo originale    | Titolo italiano            | Prima TV Spagna  | Prima TV Italia   |
| -- | ------------------- | -------------------------- | ---------------- | ----------------- |
| 1  | El árbol de la vida | L'albero della vita        | 28 gennaio 2007  | 24 aprile 2008    |
| 2  | Secuestro           | Sequestro                  | 4 febbraio 2007  | 1º maggio 2008    |
| 3  | El candidato        | Corsa al potere            | 11 febbraio 2007 | 8 maggio 2008     |
| 4  | Causa desconocida   | Due morti misteriose       | 18 febbraio 2007 | 15 maggio 2008    |
| 5  | Obsesión            | Ossessione                 | 25 febbraio 2007 | 22 maggio 2008    |
| 6  | Caza mayor          | Roulette russa             | 4 marzo 2007     | 29 maggio 2008    |
| 7  | En la carretera     | Il giorno di San Valentino | 11 marzo 2007    | 5 giugno 2008     |
| 8  | Voces               | Voci                       | 18 marzo 2007    | 12 giugno 2008    |
| 9  | Alta seguridad      | Vendetta esplosiva         | 25 marzo 2007    | 19 giugno 2008    |
| 10 | Sin aliento         | Senza fiato                | 1º aprile 2007   | 26 giugno 2008    |
| 11 | Handicap            | Handicap                   | 8 aprile 2007    | 18 settembre 2008 |
| 12 | Fotos familiares    | Foto di famiglia           | 15 aprile 2007   | 25 settembre 2008 |
| 13 | Solteros            | Cuori solitari             | 22 aprile 2007   | 2 ottobre 2008    |